# Perte d'une arme nucléaire à Rivière-du-Loup par un Boeing B-50
La perte d'une arme nucléaire à Rivière-du-Loup par un Boeing B-50 Superfortress a eu lieu le 10 novembre 1950, quand en raison de problèmes de moteur, l'équipage a largué sa bombe et provoqué son autodestruction par une détonation non nucléaire en vol, près de Rivière-du-Loup (Québec).

## Contexte
Transportant une des nombreuses bombes nucléaires américaines Mark 4 déployées secrètement à la BFC Goose Bay au Labrador, un Boeing B-50 Superfortress de l'Armée de l'air américaine a des problèmes de moteur et l'équipage largue l'arme à 10 500 pieds (3 200 m) d'altitude. Il a réglé la bombe pour qu'elle s'autodétruise à 2 500 pieds (760 m) d'altitude, et la relâche sur le fleuve Saint-Laurent. L'explosion non nucléaire secoue les habitants de la région et disperse près de 45 kg d'uranium naturel U-238 utilisé dans le réflecteur de neutrons de l'arme. Le noyau de plutonium, qui est l'élément clé de la réaction nucléaire et de l'explosion, n'est pas préinstallé dans la bombe : ceci est probablement dû à son coût élevé et à sa rareté relative à cette époque:93,. Le protocole standard de l'US Air Force interdisait à tout avion transportant un engin nucléaire d'atterrir avec l'engin — il devait être largué — si l'avion rencontrait des problèmes de moteur. Selon le protocole standard, le déclencheur au plutonium était toujours retiré avant le transport et expédié séparément pour éviter un déclenchement nucléaire accidentel. Au moment de l'incident, l'avion revenait de la BFC Goose Bay à la base aérienne Davis–Monthan. L'avion en difficulté s'est détourné avec succès vers la base aérienne de Loring dans le Maine.
L'incident a été dissimulé de nombreuses années et expliqué comme l'explosion d'une bombe de 5 000 livres (2 300 kg) à des fins d'entraînement militaire. Ce n'est que dans les années 1980 que l'armée de l'air a confirmé qu'il s'agissait d'un accident nucléaire:94–95.